# Medium Extended Air Defense System
Medium Extended Air Defense System (MEADS) (укр. Система протиповітряної оборони середньої потужності) — наземна мобільна система протиповітряної та протиракетної оборони, призначена замінити ракетну систему Patriot шляхом розробки під керівництвом НАТО. Програма є розробкою США, Німеччини та Італії.
MEADS розроблено для усунення недоліків польових систем і забезпечення повної взаємодії між силами США та союзників. Німеччина вибрала MEADS для заміни своїх систем MIM-104 Patriot у червні 2015 року.

## Опис

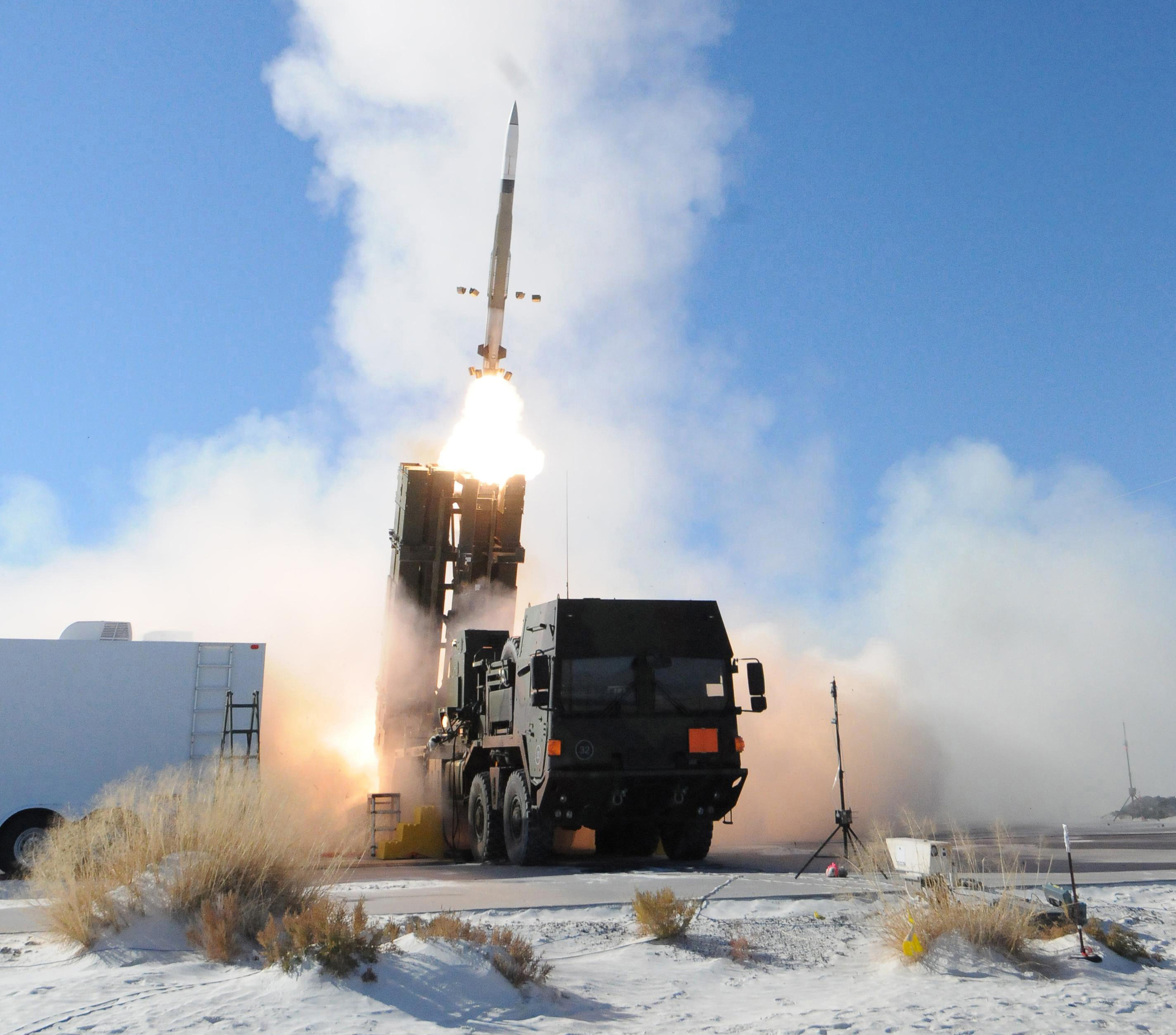
Середня розширена система протиповітряної оборони (MEADS) перехопила та знищила дві одночасні цілі, що атакували з протилежних напрямків, під час демонстрації своїх можливостей на 360 градусів на ракетному полігоні White Sands Missile Range у Нью-Мексико.

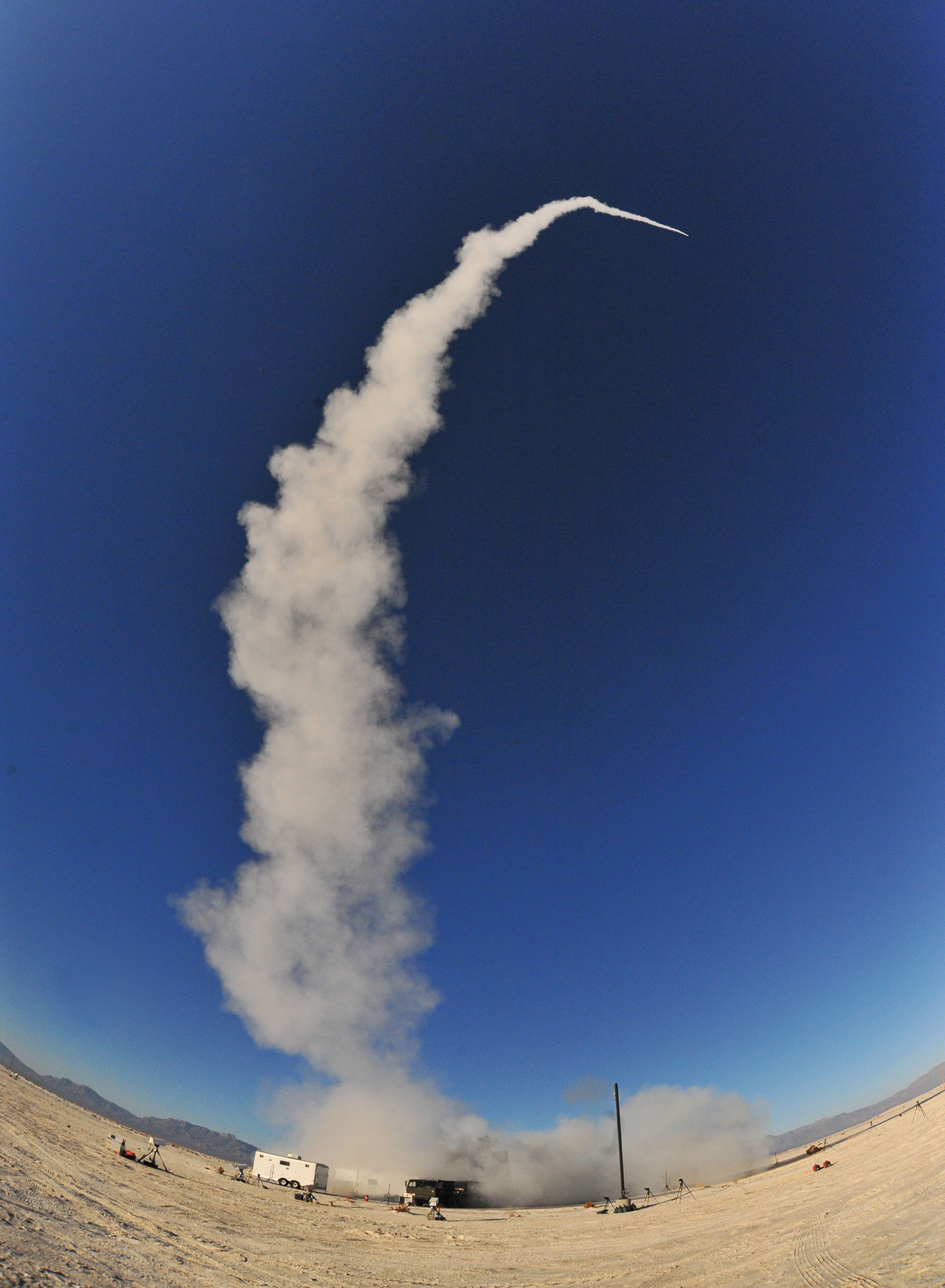
MEADS Over-the-Shoulder Launch в Уайт-Сандс (MEADS International)

MEADS забезпечує наземну мобільну протиповітряну та протиракетну оборону з розширеним покриттям. Система забезпечує посилений захист сил від широкого спектру загроз третього виміру. Покращена оперативна сумісність, мобільність і повний 360-градусний захист від загрози, що розвивається, є ключовими аспектами. MEADS — це перша система протиповітряної та протиракетної оборони (ПРО), яка забезпечує безперервний захист на ходу для маневрених сил. MEADS також забезпечує територійний захист, захист батьківщини та захист зважених активів.
MEADS включає ракету PAC-3 Missile Segment Enhancement (MSE) від Lockheed Martin у систему, що включає 360-градусні датчики спостереження та керування вогнем, розподілені тактичні оперативні центри та легкі пускові установки. Одна батарея MEADS здатна захищати до 8 разів більшу площу, ніж батарея Patriot, завдяки використанню вдосконалених 360-градусних датчиків, можливості майже вертикального запуску та ракети PAC-3 MSE більшої дальності. Радари MEADS, які використовують активні фазовані ґратки та цифрове формування променя, дозволяють повною мірою використовувати збільшений радіус дії ракети PAC-3 MSE.
Елементи MEADS, встановлені на вантажівках, керують транспортними літаками C-130 і A400M або сходять із них, тому їх можна швидко розгорнути на театрі бойових дій. Оскільки MEADS використовує менше ресурсів системи, це дозволяє суттєво скоротити розгорнутий персонал і обладнання. MEADS зменшує попит на повітряний транспорт, тому його можна швидше розгорнути на театрі.
Мінімальна здатність ураження MEADS вимагає лише однієї пускової установки, одного менеджера бою та одного радара керування вогнем, щоб забезпечити 360-градусний захист військ або критично важливих засобів. У міру надходження нових системних елементів вони автоматично й плавно приєднуються до мережі MEADS і розширюють можливості.
Головний підрядник, MEADS International, є багатонаціональним спільним підприємством зі штаб-квартирою в Орландо, Флорида. Компанії-учасники: MBDA Italia, MBDA Deutschland GmbH і Lockheed Martin. Спочатку компанія виграла конкурс на розробку системи MEADS у 1999 році, але програму не вдалося розпочати, оскільки конкурент, який програв, подав два позови поспіль. У 2001 році було укладено контракт на зменшення ризику на суму 216 мільйонів доларів, щоб включити новий підхід до перехоплювача. У травні 2005 року MEADS International підписала визначений контракт на проектування та розробку MEADS на суму 2 мільярди доларів плюс 1,4 мільярда євро. Цей контракт на розробку було завершено в 2014 році США профінансували 58 відсотків програми дизайну та розробки MEADS, а європейські партнери Німеччина та Італія надали 25 відсотків та 17 відсотків відповідно.
Німецький Бундесвер завершив аналіз альтернатив протиповітряної оборони в 2010 році та наполегливо рекомендував MEADS як основу для вдосконалення німецького протиракетного щита та як внесок Німеччини в Європейський поетапний адаптивний підхід. У лютому 2011 року Міністерство оборони США оголосило, що має намір виконати свої зобов'язання щодо завершення проектування та розробки, але не буде закуповувати систему MEADS через бюджетні причини. Компанія Lockheed Martin розробила інтерактивну програму оцінки вартості та можливостей життєвого циклу на основі підходу DCAM (Dynamic Comparative Analysis Methodology), щоб більш повно оцінити та повідомити про ефективність і економічну перевагу MEADS порівняно з альтернативними системами. Додаток DCAM ще більше підвищив цінність MEADS і сприяв безперервному фінансуванню.
У жовтні 2011 року національні директори з озброєнь Німеччини, Італії та США схвалили поправку до контракту щодо фінансування двох випробувань на перехоплення польотів, випробування характеристик пускової установки/ракети та випробування характеристик датчиків, проведених для завершення запланованого обсягу розробки.
У вересні 2013 року MEADS отримала робочу сертифікацію для опитування в режимі 5 у своїй системі ідентифікації свого чи чужого (IFF). Режим 5 є більш безпечним і забезпечує чітку ідентифікацію дружніх платформ, обладнаних транспондером IFF, для кращого захисту союзних сил.
У червні 2015 року MEADS було обрано як основу для німецької системи тактичного польоту (TLVS), нового покоління протиповітряної та протиракетної оборони, яка потребує гнучкої архітектури, заснованої на потужних мережевих можливостях. MEADS був кандидатом на закупівлю польською системою протиповітряної оборони Wisła середнього радіусу дії, але був усунений у червні 2014 року, коли конкурс було відібрано на американську систему Patriot та французьку/італійську систему SAMP/T. Однак у лютому 2016 року Lockheed Martin розпочав відновлені переговори з Міністерством оборони Польщі що призвело до офіційного запиту на інформацію у вересні 2016 року MEADS залишається кандидатом на закупівлю польською системою ППО Narew.

## Основні елементи обладнання
Система протиповітряної та протиракетної оборони MEADS складається з шести основних одиниць обладнання. Радари MEADS, бойовий менеджер і пускові установки розроблені для високої надійності, тому система зможе підтримувати безперебійну роботу набагато довше, ніж успадковані системи, що призведе до загального зниження витрат на експлуатацію та підтримку.

### Багатофункціональний радар управління вогнем

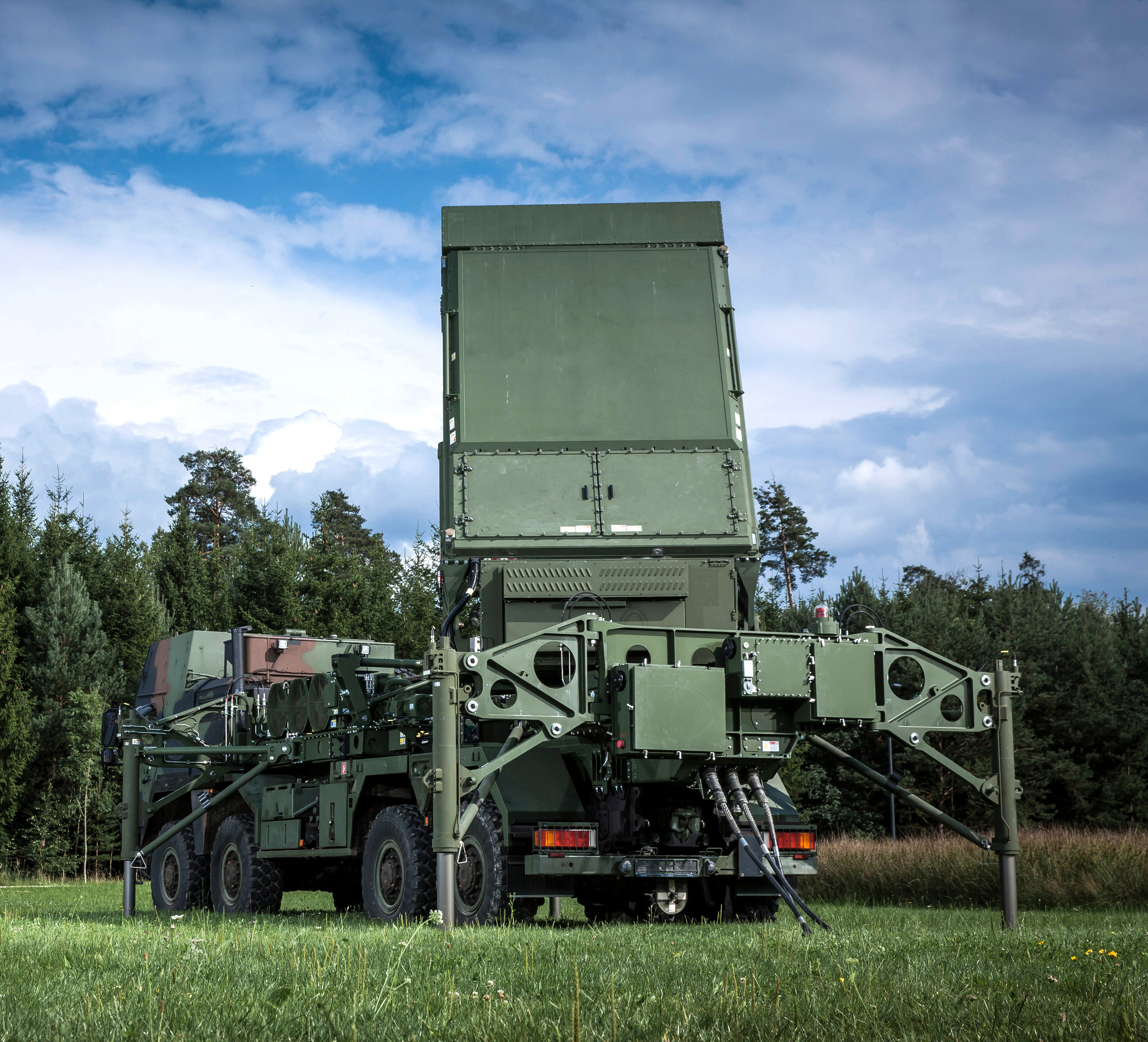
Багатофункціональний радар управління вогнем MEADS, показаний у німецькій конфігурації, може виявляти та відстежувати передові загрози з охопленням на 360 градусів і без сліпих зон.

Твердотільний радар з активною електронно сканованою решіткою (AESA) X-діапазону, що використовує модулі передачі/приймання елементного рівня, розроблений у Німеччині. MMIC постачається ливарним заводом Selex Sistemi Integrati в Римі. Ливарний завод Photonics у Римі постачає ніобат літію (LiNbO3) компоненти для радара. Радар MFCR забезпечує точне відстеження та можливості широкосмугової дискримінації та класифікації. Для надзвичайно швидкого розгортання MEADS MFCR може забезпечувати як спостереження, так і можливості керування вогнем, доки до мережі не приєднається оглядовий радар. MFCR використовує головний промінь для ракетного зв'язку вгору та вниз. Удосконалена підсистема ідентифікації «свій-чужий» режиму 5 підтримує вдосконалену ідентифікацію та введення загроз.

### Оглядовий радар

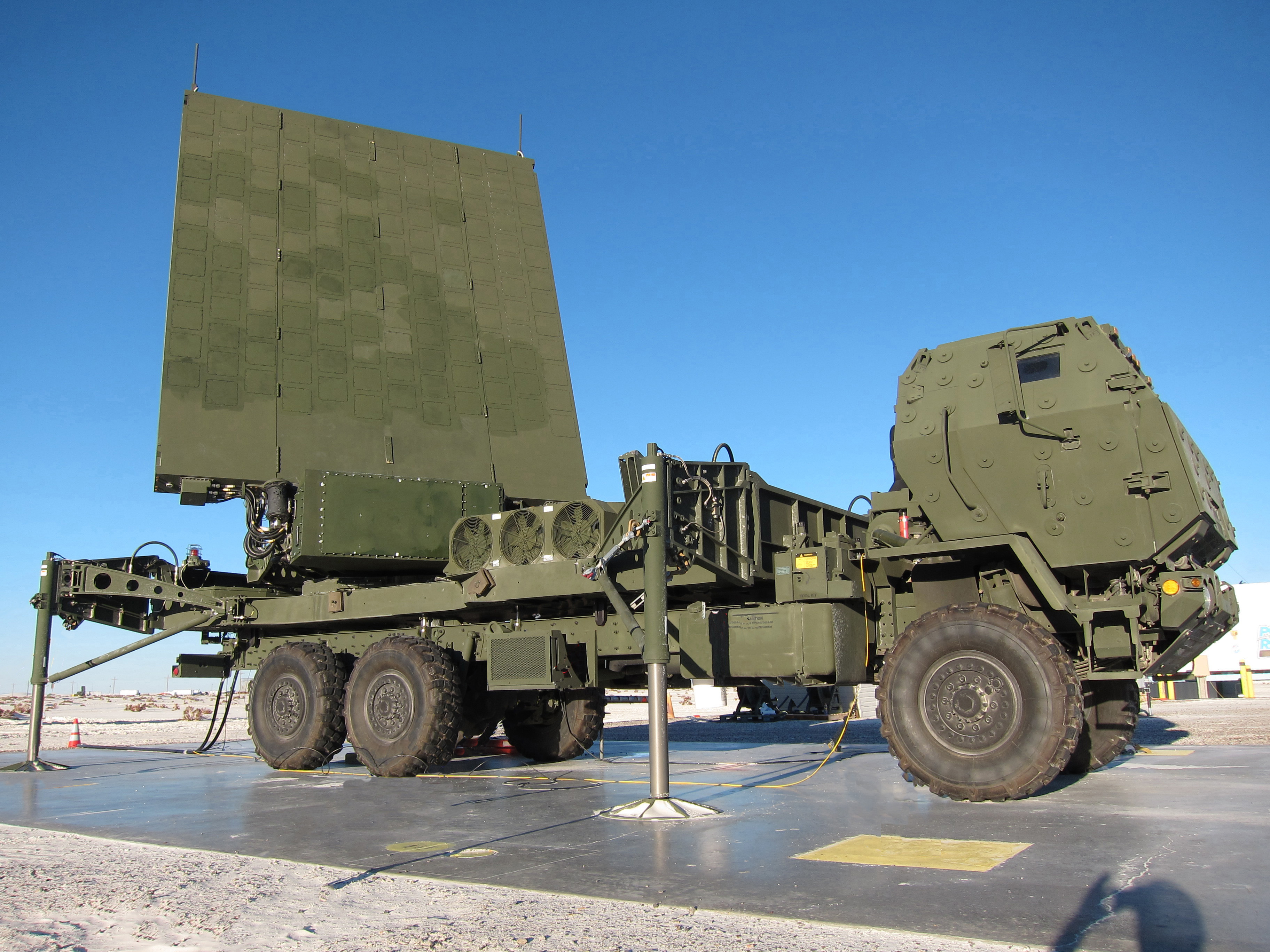
Радар спостереження MEADS зафіксував обидві цілі та надав сигнали про ціль диспетчеру бойових дій MEADS під час льотного випробування з подвійним перехопленням на ракетному полігоні White Sands Missile Range у листопаді 2013 року.

UHF MEADS Surveillance Radar — це 360-градусний активний радіолокатор з електронним керуванням, який забезпечує розширене покриття радіусу дії. Він забезпечує можливість виявлення загроз проти високоманеврених загроз з низьким показником, включаючи балістичні ракети малої та середньої дальності, крилаті ракети та інші повітряно-дихальні загрози.

### Тактичний оперативний центр

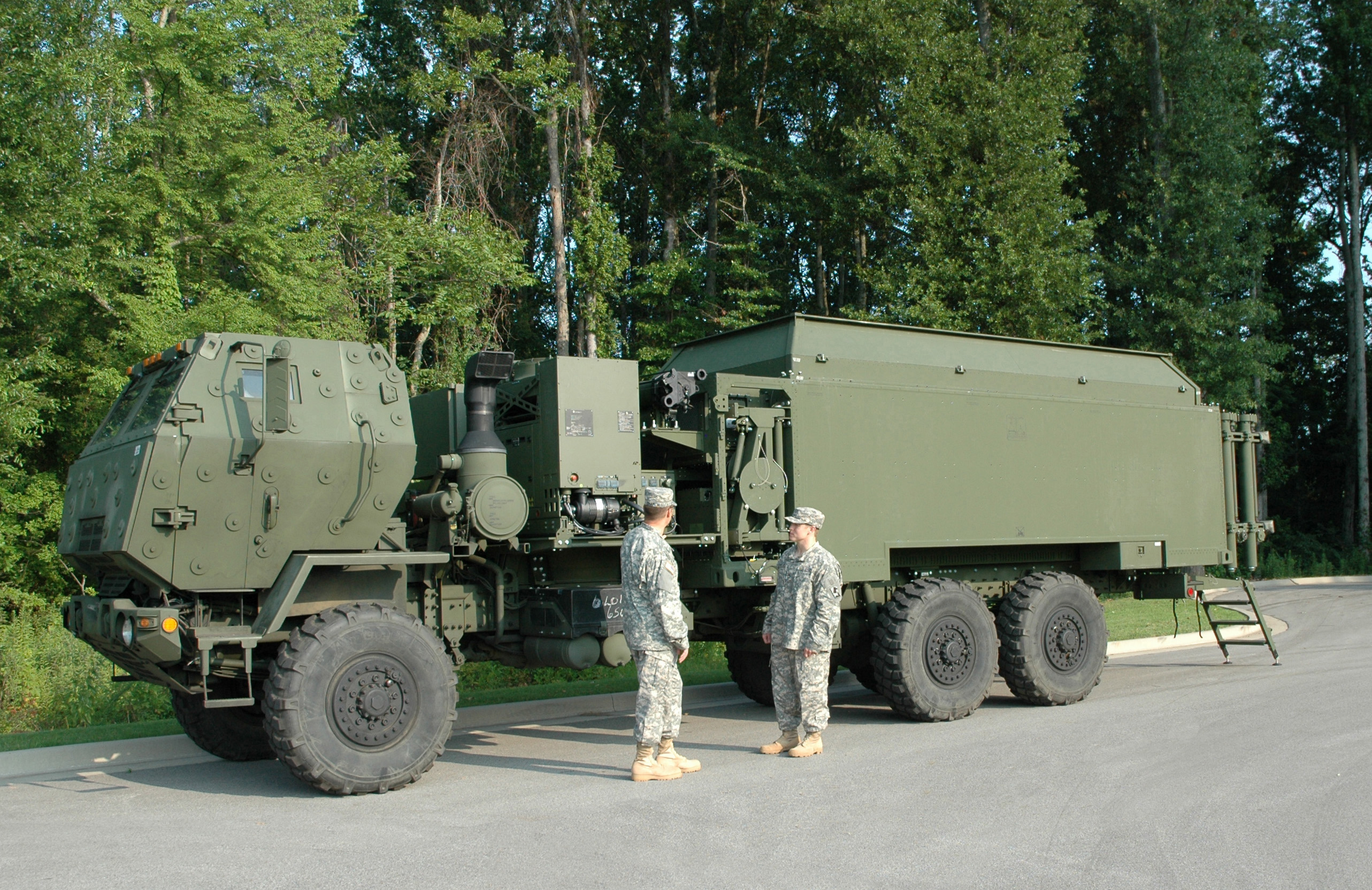
За допомогою бойового менеджера MEADS командир може додавати або віднімати датчики та пускові установки залежно від ситуації, не вимикаючи систему.

MEADS TOC забезпечує управління боєм і C4I (командування, управління, комп'ютери, зв'язок і розвідка). Він керує передовою мережево-орієнтованою відкритою архітектурою, яка дозволяє організовувати будь-які комбінації датчиків і пускових установок в єдиний бойовий елемент протиповітряної та протиракетної оборони. Система є мережевою та розподіленою. Кожен бойовий менеджер, радар і пускова установка MEADS є бездротовим вузлом у мережі. Завдяки наявності кількох шляхів зв'язку мережа може бути розширена або скорочена залежно від ситуації та запобігає виходу з ладу однієї точки, якщо один вузол стає непрацездатним. Він також має можливість «підключай і борися», що дозволяє пусковим установкам і радарам MEADS безперешкодно входити в мережу та виходити з неї, не вимикаючи її та не перериваючи поточні операції. MEADS використовує відкриті, непатентовані стандартизовані інтерфейси, щоб розширити функцію plug-and-fight до елементів, що не належать до MEADS. Ця гнучкість є новою для наземних систем AMD.

### Лаунчер і перезавантажувач

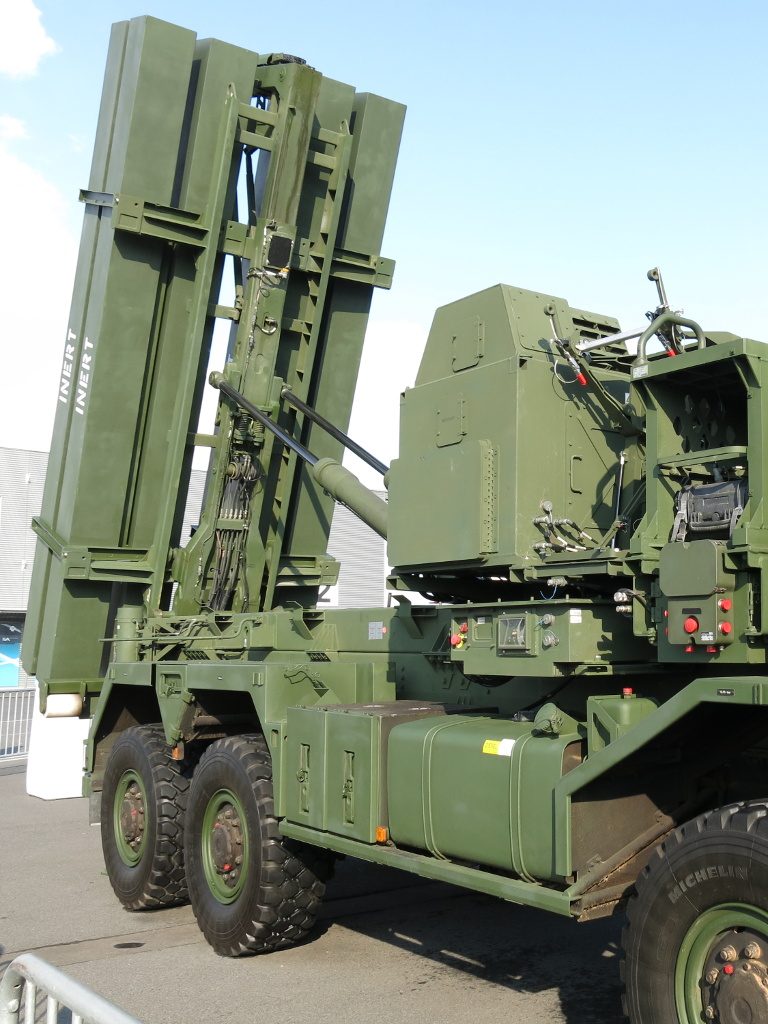
Пускова установка MEADS з вісьмома пусковими контейнерами PAC-3 MSE

Легка пускова установка MEADS легко транспортується, тактично мобільна і здатна швидко перезаряджатися. Він несе до восьми ракет PAC-3 Missile Segment Enhancement (MSE) і досягає готовності до запуску за мінімальний час. Перезаряджувач MEADS схожий, але не має електронних систем запуску.

### Сертифікований ракетний раунд

#### PAC-3 MSE
Ракета PAC-3 Missile Segment Enhancement (MSE) є базовим перехоплювачем для MEADS. Перехоплювач збільшує дальність і смертоносність системи в порівнянні з базовою ракетою PAC-3, яка була обрана основною ракетою для MEADS, коли в 2004 році розпочалася програма проектування та розробки. Ракета MSE збільшує зону ураження та зону захисту за рахунок використання більш чутливих поверхонь керування та потужнішого ракетного двигуна.

#### IRIS-T SL

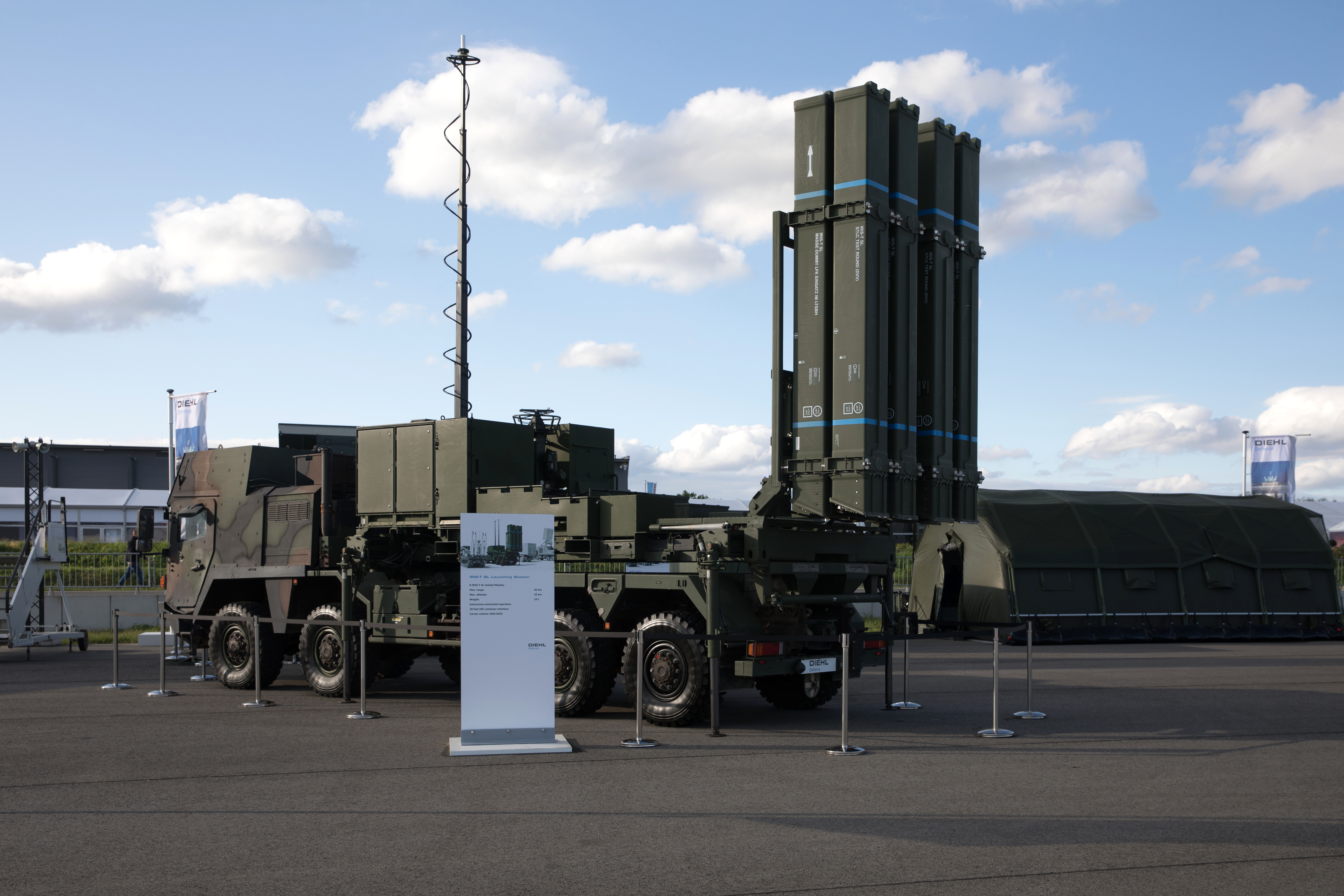
Пускова установка Diehl IRIS-T SL на ILA-2018

У Німеччині очікується, що ракета PAC-3 MSE буде доповнена IRIS-T SLM як допоміжна ракета для наземної ППО середньої дальності. Він заснований на ракеті класу «повітря-повітря» IRIS-T, оснащеній збільшеним ракетним двигуном, лінією передачі даних і відкиданим носовим конусом із зменшенням лобового опору.

## Plug-and-fight
У BMC4I TOC гнучкість plug-and-fight дозволяє MEADS обмінюватися даними з датчиками та стрільцями, що не належать до MEADS. Ці ж можливості дозволяють MEADS рухатися разом із наземними силами та взаємодіяти з союзними силами. Завдяки функціям сумісності, розробленим у системі, MEADS значно покращить бойову ефективність і обізнаність про ситуацію, зменшуючи ймовірність інцидентів дружнього вогню. Елементи системи MEADS можуть бездоганно інтегруватися в бойову архітектуру кожної країни або НАТО за потреби.
Підрозділи можуть бути розосереджені на великій території. Командування та керування пусковими установками та ракетами можна передати сусідньому підрозділу управління боєм, поки початкові системи переміщуються, зберігаючи захист маневрових сил. Підключення Plug and Fight дозволяє елементам MEADS приєднуватися до мережі та від'єднуватися від неї за бажанням, без необхідності вимикати систему.

## Історія інтеграції та тестування
У липні 2010 року MEADS BMC4I продемонстрував свою сумісність із системою повітряного командування та управління НАТО (ACCS) під час випробувань з використанням інтеграційного випробувального стенда активного рівня театру бойових дій (ALTBMD), який розробляє НАТО. Тест був ранньою демонстрацією зрілості можливостей MEADS BMC4I.
У серпні 2010 року програма MEADS завершила широку серію заходів Critical Design Review (CDR) із підсумковим CDR на MEADS International. Рецензенти з Німеччини, Італії, США та Агентства НАТО з управління середньою розширеною системою протиповітряної оборони (NAMEADSMA) оцінили критерії конструкції MEADS у комплексній серії з 47 оглядів.
У грудні 2010 року перша пускова установка MEADS і Центр тактичних операцій були представлені на церемоніях у Німеччині та Італії перед початком випробувань системної інтеграції на авіабазі Пратіка-ді-Маре в Італії.